# Эрато (царица Армении)
Эра́то (арм. Էրատո; умерла, предположительно, после 12 года, Арташат или Тигранакерт, Великая Армения) — царица Великой Армении, последняя из рода Арташесидов, дочь Тиграна III, сестра Тиграна IV.

## Биография
В 5 году до н. э. римляне лишили трона Тигранa IV  и назначили царём Артавазда III, находившегося у них в плену, но продержать его на троне смогли лишь три года. После совершённого переворота на престол снова взошли Тигран IV и Эрато. Эрато вышла замуж за своего единокровного брата Тигранa IV, который стал царём Армении в 8 году до н. э. Однако вскоре Тигран IV был убит в бою против горцев, которые пришли с севера и напали на Армению, а Эрато отказалась от трона (1 год н. э.).
По некоторым данным, Эрато снова стала царицей Великой Армении в 6—11/12 годах. С уходом Эрато закончилось правление династии Арташесидов в Армении.